# Ophthalmolycus andersoni
Ophthalmolycus andersoni är en fiskart som beskrevs av Jesús Matallanas 2009. Ophthalmolycus andersoni ingår i släktet Ophthalmolycus och familjen tånglakefiskar. Inga underarter finns listade i Catalogue of Life.